# ميشيل فيري
ميشيل فيري (بالإيطالية: Michele Ferri)‏ (28 مايو 1981 بوستو أرسيتسيو إيطاليا - ) هو لاعب كرة قدم إيطالي يلعب كمدافع.

## روابط خارجية
- ميشيل فيري على موقع قاعدة بيانات كرة القدم.إي يو (الإنجليزية)
- ميشيل فيري على موقع Soccerway.com (الإنجليزية)
- ميشيل فيري على موقع عالم كرة القدم.نت (الإنجليزية)
- ميشيل فيري على موقع AS.com (الإسبانية)